# Myrmeleon yemenicus
Myrmeleon yemenicus là một loài côn trùng trong họ Myrmeleontidae thuộc bộ Neuroptera. Loài này được Hölzel miêu tả năm 2002.